# Єрківська селищна рада
Єркі́вська се́лищна ра́да — адміністративно-територіальна одиниця та орган місцевого самоврядування в Катеринопільському районі Черкаської області. Адміністративний центр — селище міського типу Єрки.

## Загальні відомості
- Населення ради: 5 219 осіб (станом на 2001 рік)

## Населені пункти
Селищній раді підпорядковані населені пункти:
- смт Єрки
- с. Залізнячка

## Склад ради
Рада складається з 24 депутатів та голови.
- Голова ради: Польовий Леонід Олексійович
- Секретар ради: Яременко Алла Миколаївна

### Керівний склад попередніх скликань
| Прізвище, ім'я, по батькові | Основні відомості                                                        | Дата обрання | Дата звільнення |
| --------------------------- | ------------------------------------------------------------------------ | ------------ | --------------- |
| Польовий Леонід Олексійович | Селищний голова, 1957 року народження, освіта вища, безпартійний         | 26.03.2006   | 31.10.2010      |
| Польовий Леонід Олексійович | Селищний голова, 1957 року народження, освіта вища, член Партії регіонів | 31.10.2010   |                 |

Примітка: таблиця складена за даними сайту Верховної Ради України

### Депутати
За результатами місцевих виборів 2010 року депутатами ради стали:

#### За суб'єктами висування
| Суб'єкт висування | Кількість обраних депутатів | %   |
| ----------------- | --------------------------- | --- |
| Самовисування     | 24                          | 100 |

#### За округами
| № округу | Прізвище, ім'я, по батькові       | Дата визнання обраним | Освіта             | Партійна приналежність | Відомості про обраного депутата                |
| -------- | --------------------------------- | --------------------- | ------------------ | ---------------------- | ---------------------------------------------- |
| 1        | Курінний Микола Сергійович        | 01.11.2010            | середня спеціальна | позапартійний          | ТОВ АВК"Січ", заступник директора              |
| 2        | Безвершенко Віталій Володимирович | 01.11.2010            | середня            | позапартійний          | тимчасово не працює                            |
| 3        | Магалатій Василь Григорович       | 01.11.2010            | середня спеціальна | позапартійний          | підприємець                                    |
| 4        | Буднік Василь Михайлович          | 01.11.2010            | середня            | позапартійний          | Спец-кар'єр, водій                             |
| 5        | Мартиненко Василь Павлович        | 26.12.2010            | середня            | член Партії регіонів   | Єрківський селищний будтнок культури, директор |
| 6        | Буряк Ігор Іванович               | 01.11.2010            | вища               | позапартійний          | Поточне управління колій, шляховий майстер     |
| 7        | Коваль В'ячеслав Вікторович       | 01.11.2010            | середня спеціальна | позапартійний          | Свято-Покровська церква, настоятель            |
| 8        | Поліщук Василь Іванович           | 01.11.2010            | середня            | член Партії регіонів   | пенсіонер                                      |
| 9        | Ричка Олександра Олександрівна    | 01.11.2010            | середня            | позапартійна           | Єрківська селищна рада, діловод                |
| 10       | Чернієнко Василь Васильович       | 01.11.2010            | середня спеціальна | позапартійний          | пенсіонер                                      |
| 11       | Когут Микола Васильович           | 01.11.2010            | середня спеціальна | позапартійний          | пенсіонер                                      |
| 12       | Забудський Юрій Миколайович       | 01.11.2010            | вища               | позапартійний          | тимчасово не працює                            |
| 13       | Удуденко Леонід Володимирович     | 01.11.2010            | вища               | позапартійний          | тимчасово не працює                            |
| 14       | Приходько Анатолій Сергійович     | 01.11.2010            | вища               | позапартійний          | тимчасово не працює                            |
| 15       | Яременко Алла Миколаївна          | 01.11.2010            | вища               | член Партії регіонів   | Єрківська селищна рада, секретар               |
| 16       | Крамаренко Василь Васильович      | 01.11.2010            | середня спеціальна | позапартійний          | пенсіонер                                      |
| 17       | Манько Василь Іванович            | 01.11.2010            | середня            | позапартійний          | СПК, водій пожежного автомобіля                |
| 18       | Яременко Віталій Михайлович       | 01.11.2010            | середня спеціальна | член Партії регіонів   | Єрківська селищна рада, спеціаліст І категорії |
| 19       | Радванський Сергій Михайлович     | 01.11.2010            | вища               | позапартійний          | Єрківська ветдільниця, ветлікар                |
| 20       | Тимошенко Лідія Олександрівна     | 01.11.2010            | вища               | позапартійна           | Єрківська селищна рада, начальник ВОБ          |
| 21       | Чмир Віктор Олександрович         | 01.11.2010            | середня            | позапартійний          | Дитячий садок с. Залізнячка, сторож            |
| 22       | Мовчан Валентина Василівна        | 01.11.2010            | середня            | позапартійна           | підприємець                                    |
| 23       | Сікорський Микола Миколайович     | 01.11.2010            | середня            | позапартійний          | тимчасово не працює                            |
| 24       | Чмир Віктор Анатолійович          | 01.11.2010            | середня спеціальна | позапартійний          | тимчасово не працює                            |